# Mynogleninae
Mynogleninae Lehtinen, 1967 è una sottofamiglia di ragni appartenente alla famiglia Linyphiidae.

## Distribuzione
Dei 20 generi oggi noti di questa sottofamiglia, ben 12 sono endemici della Nuova Zelanda, 5 dell'Africa centrale, 1 della Polinesia francese, 1 delle isole Falkland e 1 del Cile.

## Tassonomia
A dicembre 2012, la maggioranza degli aracnologi è concorde nel suddividerla in 20 generi:
1. Afromynoglenes Merrett & Russell-Smith, 1996 - Etiopia (1 specie)
2. Afroneta Holm, 1968 - Congo, Etiopia, Tanzania, Camerun, Kenya, isola di Réunion (26 specie)
3. Cassafroneta Blest, 1979 - Nuova Zelanda (1 specie)
4. Falklandoglenes Usher, 1983 - isole Falkland (1 specie)
5. Gibbafroneta Merrett, 2004 - Congo (1 specie)
6. Haplinis Simon, 1894 - Nuova Zelanda, Tasmania, isole Chatham (39 specie)
7. Hyperafroneta Blest, 1979 - Nuova Zelanda (1 specie)
8. Laminafroneta Merrett, 2004 - Africa centrale (Congo, Kenya, Tanzania, Ruanda, Camerun, Etiopia) (3 specie)
9. Megafroneta Blest, 1979 - Nuova Zelanda (3 specie)
10. Metafroneta Blest, 1979 - Nuova Zelanda (3 specie)
11. Metamynoglenes Blest, 1979 - Nuova Zelanda (8 specie)
12. Novafroneta Blest, 1979 - Nuova Zelanda (6 specie)
13. Parafroneta Blest, 1979 - Nuova Zelanda, isole Campbell (14 specie)
14. Paro Berland, 1941 - Rapa (Polinesia francese) (1 specie)
15. Poecilafroneta Blest, 1979 - Nuova Zelanda (1 specie)
16. Promynoglenes Blest, 1979 - Nuova Zelanda (6 specie)
17. Protoerigone Blest, 1979 - Nuova Zelanda (2 specie)
18. Pseudafroneta Blest, 1979 - Nuova Zelanda (7 specie)
19. Stictonanus Millidge, 1991 - Cile (2 specie)
20. Trachyneta Holm, 1968 - Congo, Malawi (2 specie)